# Бальжинимаев, Вячеслав Дашинимаевич
Вячесла́в Дашинима́евич Бальжинима́ев (3 марта 1948, Мухоршибирский район, Бурятская АССР, СССР) — советский и российский певец-тенор. Обладатель приза «Надежда» Всероссийского конкурса вокалистов (1977), лауреат 9 конкурса вокалистов им. Глинки (Таллин, 1980). Народный артист Российской Федерации (2000).

## Биография
Родился в 1948 году в Бурятской АССР. Учился в Иркутском военно-авиационном училище, работал чабаном в одном из совхозов, отслужил в армии, после чего по разнарядке был направлен на строительство московского АЗЛК. Поступил Московскую государственную консерваторию (класс профессора Г. И. Тица), которую окончил в 1979 году.
В 1979—1992 годах — солист Бурятского театра оперы и балета (БГАТОиБ).
С 1992 года — исполняющий обязанности доцента кафедры сольного пения Восточно-Сибирского государственного института культуры (ВСГИК, позднее переименован в академию культуры и искусств — ВСГАКИ).
С 2000 — доцент кафедры сольного пения ВСГАКИ.
С 2002 года преподаёт на кафедре вокального искусства ВСГАКИ (в 2005 году — профессор). Среди учеников — Данзан Бальжинимаев, Бальжи-Нима Цыбенов, Галсан Ванданов, Владимир Бухаев, Александр Эрдынеев, Баир Аранжуров, Серафима Хабитуева.
Исполнитель более 20 сольных партий, в том числе Водемон («Иоланта»), Ленский («Онегин»), Форесто («Аттила»), Альфред («Травиата»), Хозе («Кармен»), Калиф («Турандот»), Каварадосси («Тоска»), Каннио («Паяцы»), Энхэ-Булат («Энхэ-Булат батор») и другие.

## Награды и звания
- Медаль ордена «За заслуги перед Отечеством» I степени  (13 июня 2019 года) — за большой вклад в развитие отечественной культуры и искусства, многолетнюю плодотворную деятельность[4].
- Медаль ордена «За заслуги перед Отечеством» II степени (12 октября 2010 года) — за заслуги в развитии отечественной культуры и искусства, многолетнюю плодотворную деятельность[5].
- Народный артист Российской Федерации (27 октября 2000 года) — за большие заслуги в области искусства[6].
- Заслуженный артист РСФСР (1990).
  - Обладатель приза «Надежда» Всероссийского конкурса вокалистов (1977), лауреат 9 конкурса вокалистов им. Глинки (Таллин, 1980).

Выступал в Москве, Санкт-Петербурге, Элисте, гастролировал в Эстонии, Литве, Франции, Японии, Монголии, Южной Корее, Китае, Италии, США.

## Семья
Жена — Шойдагбаева Галина Бадмажаповна, заведующая кафедрой сольного пения ВСГИК, народная артистка СССР. Сын Бэлигто.